# 香花藤
香花藤（学名：Aganosma acuminata）是夹竹桃科香花藤属的植物。分布在印度、印度尼西亚、菲律宾、马来西亚以及中国大陆的海南等地，常生长在林缘、低丘陵山坡疏林中及近海边沙地灌木丛中，目前尚未由人工引种栽培。

## 种下等级
- Aganosma acuminata (Roxb.) G. Don